# Martina GR
| GR ist das Kürzel für den Kanton Graubünden in der Schweiz. Es wird verwendet, um Verwechslungen mit anderen Einträgen des Namens Martina zu vermeiden. |

Martina ([mɐrˈtinɐ]ⓘ, rätoromanisch auch Punt Martina, deutsch Martinsbruck) ist ein Dorf, Grenzort und eine der Fraktionen der Gemeinde Valsot im Schweizer Kanton Graubünden.

## Geografie

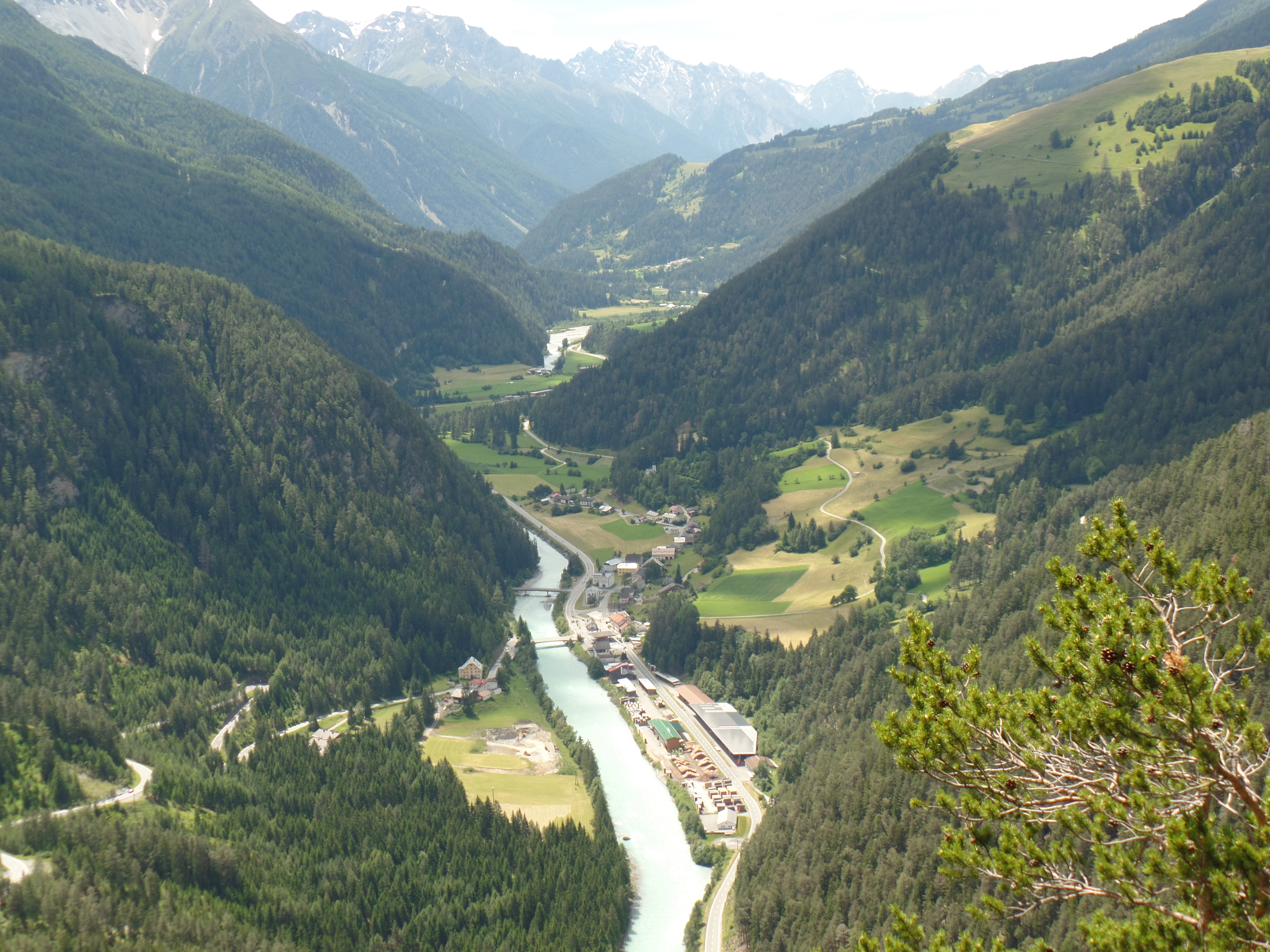
Vom Inntalblick nahe der Norbertshöhe auf Martina geschaut

Das Strassendorf liegt am Inn und der Hauptstrasse 27 am Grenzübergang zu Österreich. Der Tiroler Ort Nauders jenseits des Inns liegt 7,8 Strassenkilometer weiter östlich am Reschenpass.
An der Abzweigung der Strasse nach Nauders befindet sich seit 1848 das eidgenössische Zollamt. Vier Kilometer südlich liegt der «Dreiländergrenzstein» (2179 m ü. M.), das Dreiländereck zwischen der Schweiz, Österreich und Italien.
Der nächste grössere Ort auf Schweizer Gebiet ist der Hauptort des Unterengadins, Scuol, 17 Kilometer innaufwärts. Das Dorf liegt auf 1035 m ü. M. und ist von Bergen umgeben. Auf der Nordseite des Inntals (Silvrettagruppe) liegt der 3146 m ü. M. hohe Piz Mundin, im Süden der Piz Lad (2808 m ü. M.).

## Geschichte

Luftbild von Werner Friedli, 1954

Eine Brücke ist 1196 als pons  bezeugt. Geschichtlich gehörte Martina, wie weite Teile des Unterengadins, zum Einflussbereich der Grafschaft Tirol und des Bistums Chur.
In Martina fand von karolingischer Zeit bis ins 16. Jahrhundert jährlich die sogenannte Landsprache statt, eine Versammlung des Gerichtes Nauders. Anders als weitläufig angenommen war Martina im 13. Jahrhundert jedoch nicht Grenzort des Unterengadins. Bereits um 1258 wurde Juvelle – anstelle von Martina – als Grenzpunkt des Unterengadins zum Oberen Gericht genannt. Seit Anfang des 14. Jahrhunderts betrieben die Grafen von Tirol Zollstätten in Pfunds und Nauders, die etwas später nach Finstermünz und Martina verlegt wurden.

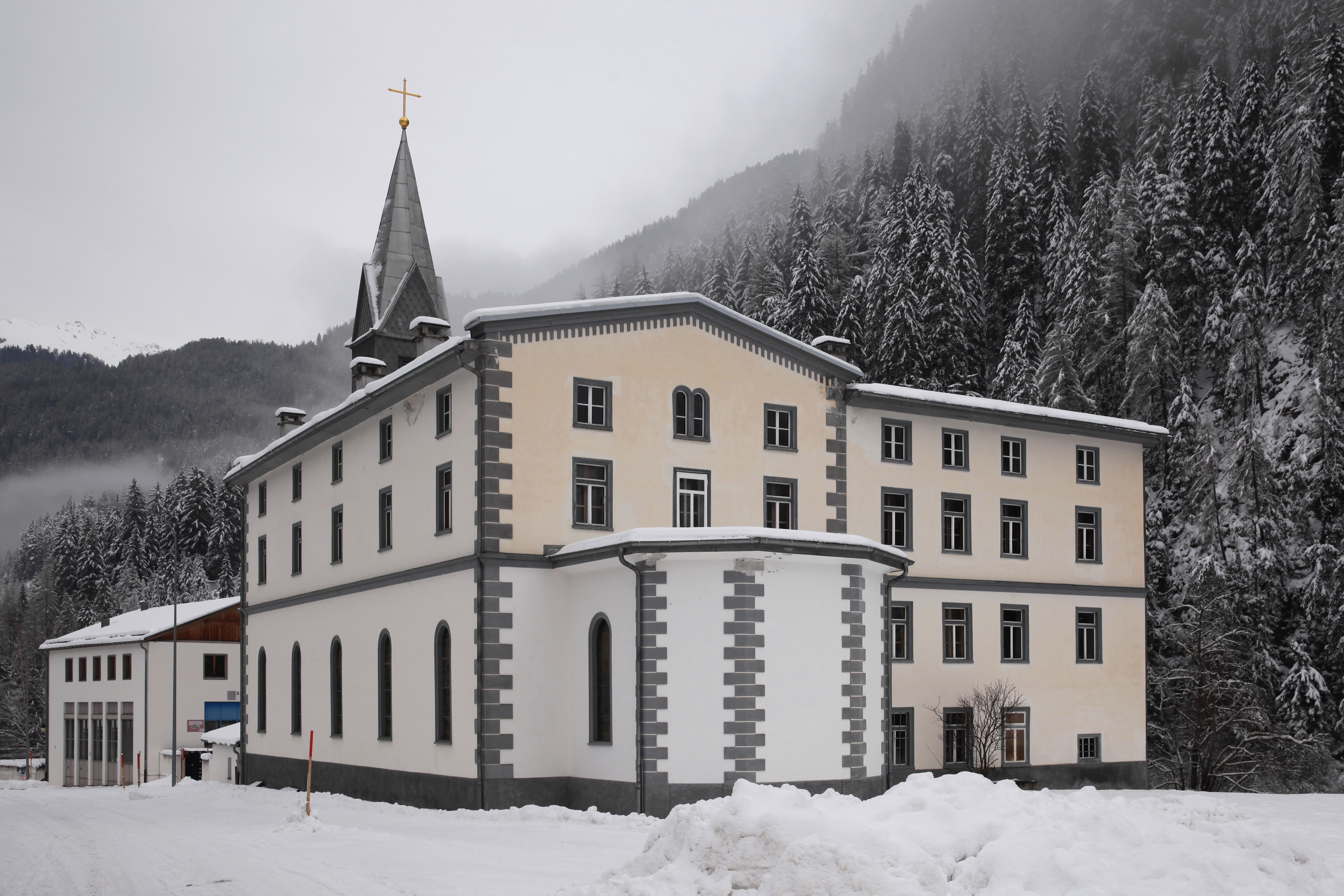
Katholische Kirche

1707 entstand die reformierte Kirche, 1904 die katholische. Von 1912 bis 1923 wurde die Talstrasse Martina–Vinadi–Schalkl (A) gebaut, vorher lief der Grenzverkehr über Nauders. Um 1990 wurden in Martina eine neue Brücken, eine Umfahrungsstrasse, die Zentrale der Stufe Pradella-Martina der Engadiner Kraftwerke sowie Aushubdeponien gebaut. 5 Kilometer unterhalb des Dorfes befindet sich die befestigte Brücke Altfinstermünz, die seit römischer Zeit bezeugt ist und bis ins 19. Jahrhundert eine wichtige Zollstation war.

## Sprache und Bevölkerung
Die Sprache ist das Vallader, das Unterengadiner Idiom des Rätoromanischen.
Martina hat etwas mehr als 100 Einwohner. Viele sind älter, aber es ziehen auch neue junge Leute nach Martina, insbesondere Grenzwächter. In Martina stehen eine reformierte und eine katholische Kirche. Fast alle Häuser im Dorf sind alte Engadinerhäuser. Zu Martina gehört der Grenzort Vinadi.

## Wappen

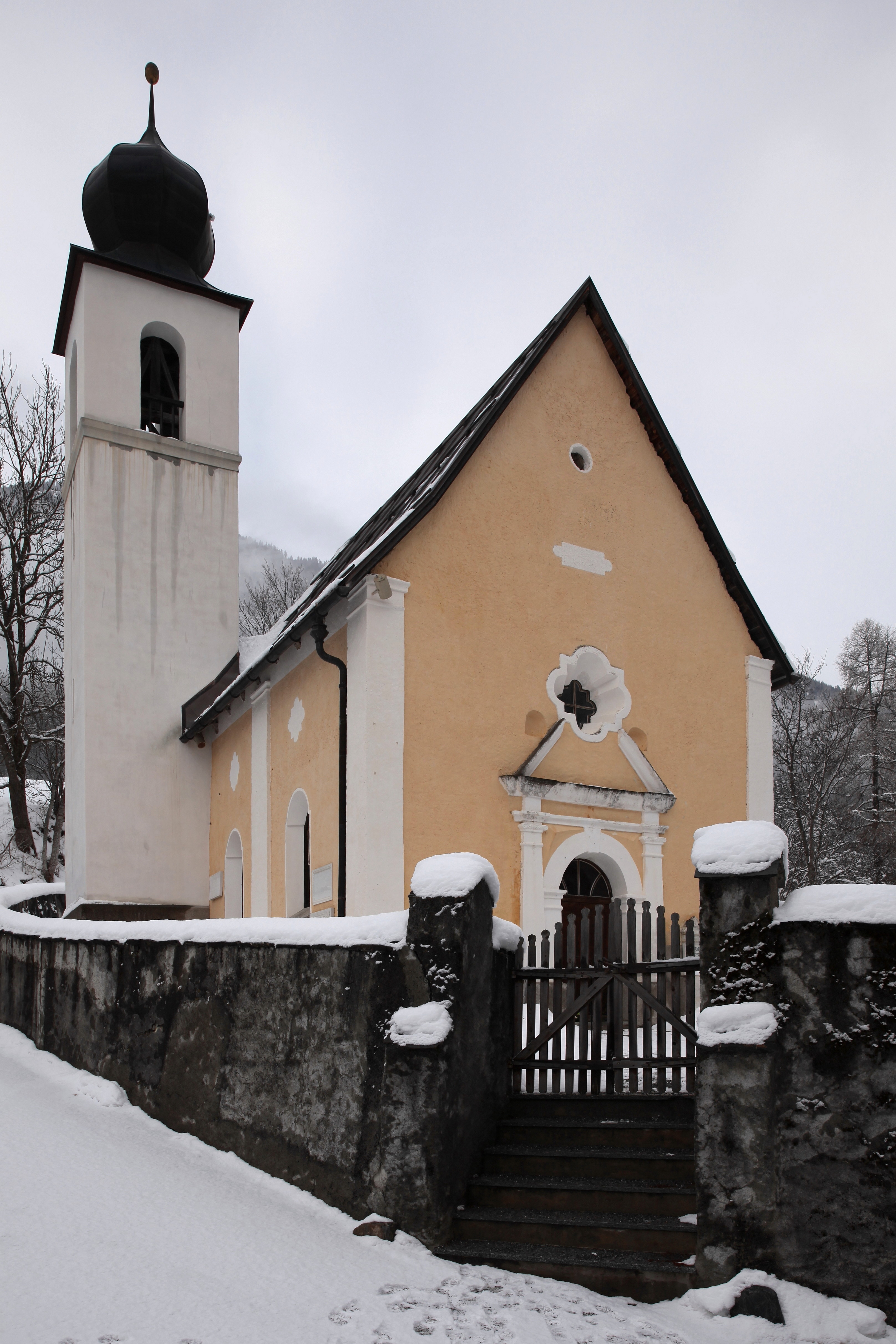
Reformierte Kirche

Auf dem Wappen ist ein stehender Steinbock mit senkrechtem Heurechen abgebildet.

## Sehenswürdigkeiten
- Reformierte Kirche Martina